# Jantarnyje krylja
Jantarnyje krylja eller Ravvinger (russisk: Янтарные крылья) er en russisk spillefilm fra 2003 af Andrej Razenkov.

## Plot
Filmen fortæller om forholdet mellem en advokat fra Tyskland og en russisk skuespillerinde, der mødes en juleaften i en lille butik i Tallinn.

## Medvirkende
- Aljona Bondartjuk
- Aleksandr Baluev som Aleksandr
- Irina Skobtseva som Jelizaveta Sergejevna
- Lembit Ulfsak som Robert
- Arnis Licitis